# Atlanta Falcons
Die Atlanta Falcons sind ein American-Football-Team aus Atlanta, Georgia. Die Falcons (engl. Falken) sind ein Team der National Football League (NFL) und spielen dort in der National Football Conference (NFC), in der Southern Division. 1965 wurden die Atlanta Falcons in der NFL aufgenommen. Ihre größten Erfolge bisher waren die Auftritte im Super Bowl XXXIII in Miami, Florida und im Super Bowl LI in Houston, Texas.

## Geschichte

### Gründung und Anfangszeit
Die Atlanta Falcons traten am 30. Juni 1965 als 15. Team in die National Football League ein. Der Besitzer des Teams war der Versicherungskaufmann Rankin M. Smith. Ein Ausschreiben sollte dem neuen Team einen Namen geben. Viele Einsender schlugen den Namen „Falcons“ vor, weswegen dieser auch ausgewählt wurde.
Innerhalb von 54 Tagen waren alle Tickets für die erste Saison ausverkauft. Grund hierfür war unter anderem die Verpflichtung von Norb Hecker als Cheftrainer. Norb Hecker war ein Assistent des bekannten Trainers Vince Lombardi. Die ersten 9 Spiele verloren die Falcons, erst 1971 konnten sie mehr Siege als Niederlagen erzielen.

### Erste Erfolge Ende der 70er, Anfang der 80er Jahre
Im Jahr 1977 stellten die Falcons einen bisher ungeschlagenen NFL-Rekord auf, indem sie in 14 Spielen der Regular Season nur 129 gegnerische Punkte zuließen. In den folgenden Jahren Ende der 1970er und Anfang der 1980er Jahre schafften es die Falcons mit ihrem Quarterback Steve Bartkowski und Runningback William Andrews 1978, 1981 und 1982 in die Play-offs. Die Play-off-Spiele verloren sie jedoch alle.

### Mitte bis Ende der 80er Jahre
Von 1983 bis 1985 wurden die Falcons in drei aufeinanderfolgenden Saisons letzter in ihrer Division. Auch 1986 verpasste man die Playoffs, weswegen Trainer Dan Henning entlassen wurde. Der darauffolgende Trainer Marion Campbell, der die Falcons schon einmal zwischen 1974 und 1976 trainierte, brachte in den folgenden drei Spielzeiten auch keinen Erfolg. Er wurde 1989 vier Spieltage vor Saisonende entlassen.

### 90er Jahre
Zur Saison 1990 wurde Campbells Nachfolger Jerry Glanville vorgestellt. In seiner ersten Saison wurde Glanville noch letzter in der Division mit den Falcons. Doch bereits ein Jahr später erreichte er mit den Falcons das erste Mal seit 1982 wieder die Play-offs der NFL. Mit einem 27:20-Sieg gegen die New Orleans Saints schafften die Falcons das erste Mal einen Sieg in einem Play-off-Spiel einzufahren. Im zweiten Spiel der NFC-Play-offs verlor man allerdings 24:7 gegen die Washington Redskins. 1992 und 1993 verpasste man die Play-off-Spiele, weshalb man sich von Jerry Glanville trennte. Nach einer zweijährigen Amtsperiode von June Jones als neuem Head Coach wurde 1997 Dan Reeves als neuer Trainer der Atlanta Falcons vorgestellt. 1998 erreichte er mit 14 Siegen und 2 Niederlagen den bisher besten Rekord des Franchises und trafen im Super Bowl XXXIII in Miami, Florida, auf die Denver Broncos. Die Broncos gewannen das Spiel 34:19.

### 2000er Jahre
Im Jahr 2002 kaufte Arthur Blank, der auch heute noch Besitzer ist, das Franchise.
Nach einer erneuten Play-off-Teilnahme in der Saison 2002 (27:7-Sieg gegen die Green Bay Packers und 20:6-Niederlage gegen die Philadelphia Eagles) trennte man sich während der Saison 2003 von Reeves. Bereits in der ersten Saison des neuen Trainers Jim L. Mora wurden die Falcons erster in der NFC South und sie erreichten direkt die NFL-Play-offs 2004. Nach einem 47:17-Sieg gegen die St. Louis Rams verlor man aber im NFC-Finale gegen die Philadelphia Eagles mit 27:10 und man verpasste somit den Super Bowl XXXIX. Der im NFL Draft 2001 in der ersten Runde verpflichtete Quarterback Michael Vick, welcher das Team wieder populär machte, wurde 2007 jedoch aufgrund von Finanzierung illegaler Hundekämpfer zu zwei Jahren Freiheitsstrafe verurteilt und für unbestimmte Zeit von der NFL suspendiert. 2007 folgte eine der schlechtesten Saison in der Geschichte des Teams. Der Verlust ihres Starting-Quarterbacks zog sehr viele Proteste und Aufruhr in den Medien nach sich. Der neu verpflichte Trainer Bobby Petrino verließ die Mannschaft nach zehn Niederlagen und nur drei Siegen mitten in der Saison und die Falcons beendeten diese mit zwölf Niederlagen und vier Siegen.
2008 wurde mit Mike Smith, ehemaliger Defensive Coordinator der Jacksonville Jaguars, ein neuer Head Coach verpflichtet. Im Draft wurde der Quarterback Matt Ryan vom Boston College verpflichtet, um Vick zu ersetzen.

### 2010 bis heute
In der Saison 2010 wurde man mit einem 13:3-Rekord das zweitbeste Team der NFL (hinter den New England Patriots) und das beste Team der gesamten NFC. Man verlor jedoch in den Play-offs gegen die Green Bay Packers, welche am Ende auch den Super Bowl XLV gewannen, mit 48:21. Auch 2011 und 2012 erreichten die Falcons die Play-offs. Es ist damit das erste Mal in der Franchise-Geschichte, dass man dies dreimal hintereinander schaffte. 2012 erreichte man sogar erneut das NFC-Finale, welches aber knapp mit 28:24 gegen die San Francisco 49ers verloren ging. 2013 und 2014 wurden die Falcons jeweils dritter in ihrer Division.
Nach der Regular Season 2014 wurde Mike Smith entlassen. Seit der Saison 2015 ist Dan Quinn Trainer des Teams. In seiner ersten Saison startete Quinn mit der Mannschaft sehr erfolgreich mit fünf Siegen. Diese Erfolgsserie konnten die Falcons allerdings nicht aufrechterhalten, sodass die Saison am Ende mit einer Bilanz von 8-8 beendet wurde. Mit diesen Ergebnis verpassten sie jedoch knapp die Play-offs. Allerdings schafften es die Falcons als einzige Mannschaft in dieser Saison die Carolina Panthers zu besiegen. Durch diese Auswärtsniederlage in der vorletzten Woche verpassten diese eine perfekte Regular Season.
Die Saison 2016 begann mit einer 24:31-Heimniederlage gegen die Tampa Bay Buccaneers. Die Falcons konnten sich jedoch steigern und beendeten die Saison mit nur vier weiteren Niederlagen als Gruppenerster in der NFC South. Vor allem die gute Offense stach in der Saison heraus. Quarterback Matt Ryan wurde daraufhin zum Most Valuable Player der Saison gewählt. In den Play-offs wurde man nach einem Sieg gegen die Green Bay Packers Meister der NFC und sicherte sich somit die zweite Teilnahme an einem Super Bowl nach 1998.
Am 5. Februar 2017 verloren die Atlanta Falcons mit 28:34 gegen die New England Patriots. Es war der erste Super Bowl, der in der Overtime entschieden wurde.
Eine Saison später erreichten die Falcons erneut die Play-offs. In der Wildcard-Runde konnten sie die Los Angeles Rams mit 26:13 bezwingen. Eine Runde später verloren sie jedoch gegen die Philadelphia Eagles mit 10:15.

## Logos und Uniformen
In der ersten Saison 1966 trugen die Spieler der Falcons rote Helme mit einem schwarzen Falken an den Seiten. In der Mitte des Helms verlief ein schwarzer Streifen, welcher von zwei goldenen und zwei weißen Streifen umgeben war. In der Folgezeit wurden die goldenen Streifen entfernt, die weißen existieren bis heute. Die Spieler trugen weiße Hosen und schwarze Jerseys. 1971 trugen die Spieler rote Jerseys, 1978 wechselte man dann zu silbernen Hosen. 1990 änderte man nochmals die Uniform: Schwarze Helme, silberne Hosen und schwarze oder weiße Jerseys. Im Jahr 2003 wurde die Uniform und das Logo verändert. Das Logo wurde kräftiger und aggressiver designt. Der Großbuchstabe „F“ (für Falcon) sticht mehr heraus als beim alten Logo. An den schwarzen und weißen Jerseys kamen rote seitliche Streifen hinzu. Die Hosen wurden weiß oder schwarz und bekamen auch einen seitlich roten Streifen. Die Helme blieben schwarz. Außerdem kam eine alternative Uniform mit roten Jerseys hinzu. Ein Jahr später wurden die schwarzen Jerseys die Alternativuniform und die Roten Standard.
Im Januar 2020 wurde bekannt gegeben, dass die Falcons ihre Uniformen für die NFL-Saison 2020 ändern werden.

## Rivalitäten
Die größten Rivalen der Falcons sind die New Orleans Saints. In der NFC South ist es die älteste bestehende Rivalität. Außerdem besteht eine Rivalität gegen die Carolina Panthers, zwischen beiden Stadien liegen nur zirka 350 km Entfernung.

## Trainer (Head Coaches)

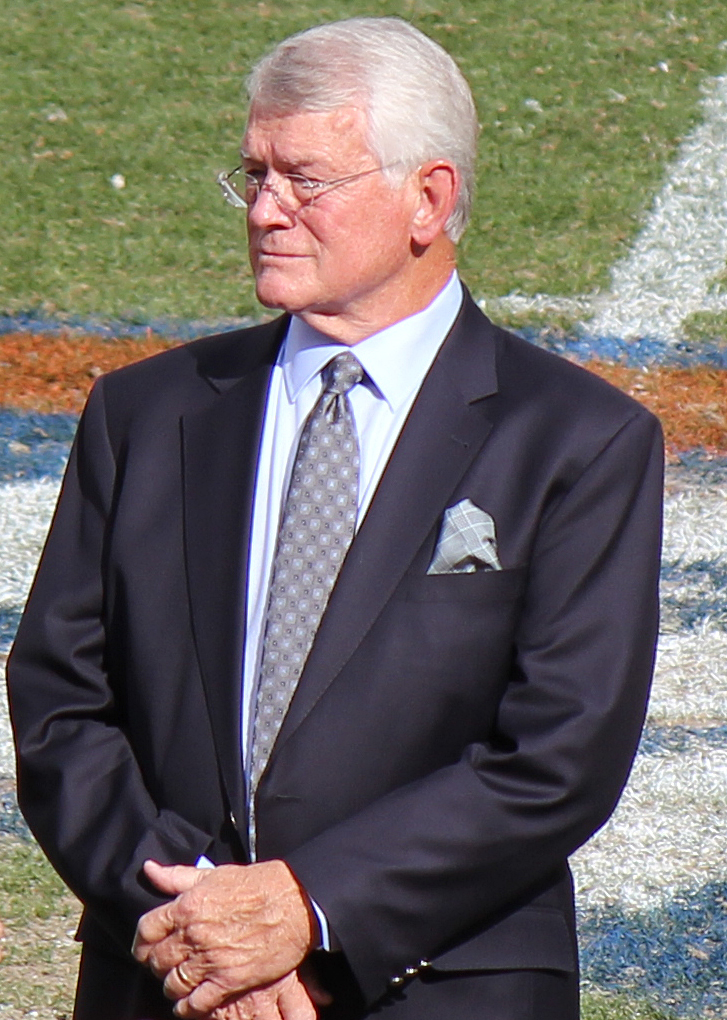
Dan Reeves war von 1997 bis 2003 Head Coach der Falcons.

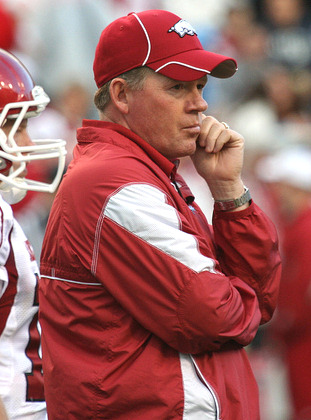
Bobby Petrino verließ die Falcons nach nur 13 Spielen, da er stattdessen die Stelle des Head coaches der University of Arkansas antrat.

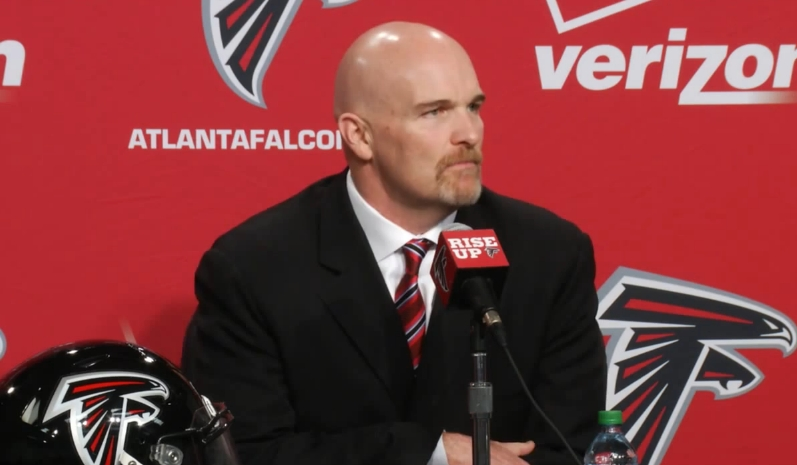
Dan Quinn war von 2015 bis 2020 Head Coach der Falcons.

| #         | Reihenfolge der Trainer                             |
| Spiele    | Spiele als Trainer                                  |
| S         | Siege                                               |
| N         | Niederlagen                                         |
| UE        | Unentschieden                                       |
| Gewonnen% | Siegquote                                           |
| *         | Ausschließlich bei den Falcons als Head Coach aktiv |

(Stand: 18. Spielwoche 2024)
| Atlanta Falcons |                   |           |     |    |    |   |      |   |   |   |                                         |        |
| 1               | Norb Hecker*      | 1966–1968 | 31  | 4  | 26 | 1 | .133 | – | – | – |                                         | [ 3 ]  |
| 2               | Norm Van Brocklin | 1968–1974 | 89  | 37 | 49 | 3 | .430 | – | – | – |                                         | [ 4 ]  |
| 3               | Marion Campbell   | 1974–1976 | 25  | 6  | 19 | 0 | .240 | – | – | – |                                         | [ 5 ]  |
| 4               | Pat Peppler* 1    | 1976      | 9   | 3  | 6  | 1 | .333 | – | – | – |                                         | [ 6 ]  |
| 5               | Leeman Bennett    | 1977–1982 | 87  | 46 | 41 | 0 | .529 | 4 | 1 | 3 | UPI NFL-Trainer des Jahres (1977, 1980) | [ 7 ]  |
| 6               | Dan Henning       | 1983–1986 | 64  | 22 | 41 | 1 | .349 | – | – | – |                                         | [ 8 ]  |
| –               | Marion Campbell   | 1987–1989 | 43  | 11 | 32 | 0 | .255 | – | – | – |                                         | [ 5 ]  |
| 7               | Jim Hanifan 1     | 1989      | 4   | 0  | 4  | 0 | .000 | – | – | – |                                         | [ 9 ]  |
| 8               | Jerry Glanville   | 1990–1993 | 64  | 27 | 37 | 0 | .422 | 2 | 1 | 1 |                                         | [ 10 ] |
| 9               | June Jones        | 1994–1996 | 48  | 19 | 29 | 0 | .395 | – | – | – |                                         | [ 11 ] |
| 10              | Dan Reeves        | 1997–2003 | 109 | 49 | 59 | 1 | .454 | 5 | 3 | 2 | AP NFL-Trainer des Jahres (1998)        | [ 12 ] |
| 11              | Wade Phillips 1   | 2003      | 3   | 2  | 1  | 0 | .666 | – | – | – |                                         | [ 13 ] |
| 12              | Jim L. Mora       | 2004–2006 | 48  | 26 | 22 | 0 | .541 | 2 | 1 | 1 |                                         | [ 14 ] |
| 13              | Bobby Petrino*    | 2007      | 13  | 3  | 10 | 0 | .231 | – | – | – |                                         | [ 15 ] |
| 14              | Emmitt Thomas* 1  | 2007      | 3   | 1  | 2  | 0 | .333 | – | – | – |                                         | [ 16 ] |
| 15              | Mike Smith*       | 2008–2014 | 112 | 66 | 46 | 0 | .589 | 5 | 1 | 4 | AP NFL Trainer des Jahres (2008)        | [ 17 ] |
| 16              | Dan Quinn 2       | 2015–2020 | 85  | 43 | 42 | 0 | .506 | 5 | 3 | 2 |                                         | [ 18 ] |
| 17              | Raheem Morris 2   | 2020      | 11  | 4  | 7  | 0 | .364 | – | – | – |                                         | [ 19 ] |
| 18              | Arthur Smith*     | 2021–2023 | 51  | 21 | 30 | 0 | .412 | – | – | – |                                         | [ 20 ] |
| –               | Raheem Morris     | 2024–     | 17  | 8  | 9  | 0 | .471 | – | – | – |                                         | [ 19 ] |

## Aktueller Kader
| Abkürzungen der Spieler-Positionen im American Football | Abkürzungen der Spieler-Positionen im American Football |
| ------------------------------------------------------- | --- |
| Offense                                                 | QB – Quarterback \| RB – Runningback \| FB – Fullback \| TE – Tight End \| E/WR – Wide Receiver \| T – Tackle \| G – Guard \| C – Center |
| Defense                                                 | DT – Defensive Tackle \| DE – Defensive End \| NT – Nose Tackle \| LB – Linebacker \| ILB – Inside Linebacker \| MLB – Middle Linebacker \| OLB – Outside Linebacker \| CB – Cornerback \| NB – Nickelback \| FS – Free Safety \| SS – Strong Safety |
| Special Teams                                           | K – Kicker \| P – Punter \| KS – Kicking Specialist \| KOS – Kickoff Specialist \| LS – Long Snapper \| RS – Return Specialist \| KOR/KR – Kick Returner \| PR – Punt Returner \| PP – Punt Protector                                                |

## Besondere Spieler und Trainer

### Ring of Honor
Die Atlanta Falcons ehren ihre besonderen Spieler nicht wie üblich durch retired numbers, sondern seit 2004 durch den sogenannten Ring of Honor.
| Nr. | Spieler          | Position | Zeitraum        | Aufnahme |
| --- | ---------------- | -------- | --------------- | -------- |
| 10  | Steve Bartkowski | QB       | 1975–1985       | 2004     |
| 21  | Deion Sanders    | CB       | 1989–1993       | 2010     |
| 28  | Warrick Dunn     | RB       | 2002–2007       | 2017     |
| 31  | William Andrews  | RB       | 1979–1983, 1986 | 2004     |
| 42  | Gerald Riggs     | RB       | 1982–1988       | 2013     |
| 57  | Jeff Van Note    | C        | 1969–1986       | 2006     |
| 58  | Jessie Tuggle    | LB       | 1987–2000       | 2004     |
| 60  | Tommy Nobis      | LB       | 1966–1976       | 2004     |
| 78  | Mike Kenn        | T        | 1978–1994       | 2008     |
| 84  | Roddy White      | WR       | 2005–2015       | 2019     |
| 87  | Claude Humphrey  | DE       | 1968–1978       | 2008     |
| 2   | Matt Ryan        | QB       | 2008–2021       | 2024     |
| —   | Arthur M. Blank  | Owner    | 2002–           | 2024     |
| 62  | Todd McClure     | C        | 1999–2012       | 2022     |

### Falcons in der Pro Football Hall of Fame
Mit Sanders und Humphrey haben die Falcons nur zwei Spieler in der Hall of Fame, die im Wesentlichen im Dienst der Falcons standen. So war Favre zum Beispiel nur 1991 in seiner Rookie-Saison bei den Falcons.
| Trikotnummer | Name            | Position | Für Atlanta Aktiv    | Jahr der Aufnahme |
| ------------ | --------------- | -------- | -------------------- | ----------------- |
| 25           | Tommy McDonald  | WR       | 1967                 | 1998              |
| 29           | Eric Dickerson  | RB       | 1993                 | 1999              |
| 21           | Deion Sanders   | CB       | 1989–1993            | 2011              |
| 56           | Chris Doleman   | DE       | 1994–1995            | 2012              |
| 87           | Claude Humphrey | DE       | 1968–1978            | 2014              |
| 4            | Brett Favre     | QB       | 1991                 | 2016              |
| 5            | Morten Andersen | K        | 1995–2000, 2006–2007 | 2017              |
| 88           | Tony Gonzalez   | TE       | 2009–2013            | 2019              |
| 93           | Dwight Freeney  | DE       | 2016                 | 2024              |
| 17           | Devin Hester    | KR       | 2014–2015            | 2024              |

## Eigentümer
Rankin M. Smith Sr. war Mitglied der Geschäftsleitung und späterer Präsident und Aufsichtsratsvorsitzender der Life Insurance Company of Georgia. Daneben betätigte er sich auch um die Förderung des Gemeinwesens in Atlanta. 1965 wurde ihm ein Franchise der American Football League angeboten. Auch die National Football League (NFL) wünschte sich eine Mannschaft in Atlanta. Smith setzte sich gegen zwei andere Konkurrenten durch und erwarb am 30. Juni 1965 für 8,5 Millionen Dollar ein NFL-Franchise. Das Unternehmen für das Franchise benannte er nach seinen fünf Kindern The Five Smiths, Inc.
1989 erwarben der Risiko-Kapitalgeber John Imlay und der Medienmagnat Tom Watson Brown jeweils 6 % der Anteile für 6 Millionen Dollar.
Bis 1990 war Smith Sr. im täglichen Geschäft der Atlanta Falcons aktiv, dann übertrug er die Verantwortung auf seinen Sohn Taylor Smith. Nach dem Tod von Rankin Smith am 26. Oktober 1997 führte Taylor Smith die Geschäfte als Nachlassverwalter für die Erben weiter.
Zum 6. Januar 2002 erwarb der Mitgründer der Baumarktkette The Home Depot Arthur M. Blank sämtliche Anteile an den Atlanta Falcons für 545 Millionen Dollar.

## Bilanzen und Rekorde
Atlanta Falcons/Namen und Zahlen stellt wichtige Rekorde bei den Falcons, die direkten Vergleiche mit den anderen American-Football-Teams, die Saisonbilanzen seit 1966 und die Erstrunden Draft-Picks der Franchise dar.